# Брей, Кэролайн
Кэролайн Брей (урождённая Хеннелл; 4 июня 1814 — 21 февраля 1905) — английская детская писательница. Известна как Кара Брей.

## Биография
Родилась в 1814 году. Её мать родилась в Лафборо в Ист-Мидлендсе в 1778 году и носила девичью фамилию Маршалл. Её отец родился в 1778 году и стал партнёром манчестерских торговцев «Fazy & Co». У ней было две сестры — Мэри и Сара. Сёстры считаются основой для вымышленной семьи Мейрик в романе Джорджа Элиота 1876 года.
В 1836 году Хеннелл вышла замуж за Чарльза Брея. Брей была хорошим другом Джорджа Элиота и в Национальной портретной галерее хранятся портреты Джорджа Элиота и её отца, выполненные акварелью Брея.
Брей написал несколько книг и учебников для детей, в том числе «Физиология для общеобразовательных школ», в которых объяснял школьникам человеческое тело и заботу о нём. Также была активным сторонником Общества по предотвращению жестокого обращения с животными в Ковентри.
Кара Брей умерла в Ковентри 21 февраля 1905 года и была похоронена там же.